# Azida d'amoni

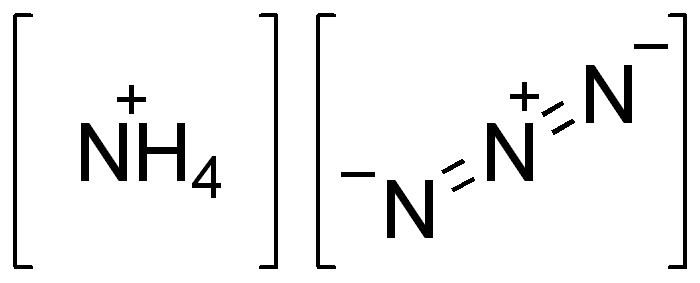
Estructura

L'azida d'amoni, en anglès:Ammonium azide, és el compost químic amb la fórmula NH₄N₃, és la sal d'amoníac i l'àcid hidrazoic. Com d'altres azides inorgàniques aquesta sal cristal·lina incolora és un poderós explosiu, malgrat que té una remarcable baixa sensibilitat. El NH₄N₃ és fisiològicament actiu: la inhalació de petites quantitats causa malde cap i palpitacions. Theodor Curtius,l'any 1890, va ser el primer en obenir-lo junt amb altres azides.

## Estructura
L'azida d'amoni és iònica. És poc soluble en aigua. És un isòmer estructural del tetrazè.